# Храм Иверской иконы Божией Матери в Перервинском монастыре
Храм Иверской иконы Божией Матери в Перервинском монастыре — православный храм в районе Печатники в Москве на территории Николо-Перервинского монастыря.

## История
История сооружения Иверского собора в Николо-Перевинском монастыре связана с Иверской часовней у Воскресенских ворот Красной площади, которая с 1660-х годов стала принадлежать обители Николо-Перервинского монастыря. В 1669 году в ней была поставлена икона Иверской Божией Матери. В 1680 году деревянная часовня с тогда уже чтимой москвичами иконой была поставлена на месте прежде бывшей снаружи ворот лавки Перервинского монастыря. Часовня и её святыня — Чудотворная Иверская икона Божией Матери, давала Николо-Перервинской обители духовное покровительство и материальные средства, а кроме того она способствовала содержанию на Перерве духовных школ.
Священномученик Владимир (Боявленский; митрополит Московский и Коломенский в 1898—1912 годах) благословил создание в Николо-Перервинском монастыре собора в честь Иверской иконы. 7 сентября 1908 года состоялось освящение вновь построенного собора, сооруженного архитектором Петром Виноградовым в русско-византийском стиле. Интерьеры, внутренний/внешний декор (включая иконостас) были расписаны и выполнены московским резчиком Иваном Соколовым. В 1909 году дорасписал храм русский иконописец Василий Гурьянов.
Правый придел Иверского собора был освящён в честь святого равноапостольного Великого Князя Владимира; левый придел — в честь святого Пророка, Предтечи и Крестителя Господня Иоанна.
После Октябрьской революции собор использовался под склады и цеха мелких предприятий. В начале 1950-х годов собор утратил главы, кресты, иконостас и все убранство интерьера. В конце 1960-х годов при приспособлении под цех завода, с разрешения Госинспекции по охране памятников города Москвы, была забелена живопись и устроены междуэтажные перекрытия из железобетонных плит, которые разделяли его внутреннее пространство на три этажа, а с востока к зданию были сделаны пристройки.
В 2000-е годы реставрацию храма провели: ногинский художник-монументалист Вячеслав Алексеев и подмосковный художник-иконописец Иван Коваленко.
- Иверский собор, вид из Коломенского
- Интерьер Иверского собора
- Внутренний вид на купол Иверского собора